# Little Miss Sunshine
Pour plus de détails, voir Fiche technique et Distribution.
Little Miss Sunshine est un film américain réalisé par Jonathan Dayton et Valerie Faris, sorti en 2006.
Premier long métrage des époux Jonathan Dayton et Valerie Faris et premier scénario de Michael Arndt, Little Miss Sunshine raconte, sous la forme d'un road movie, la participation de la jeune Olive (jouée par Abigail Breslin) à un concours de beauté pour enfants, accompagnée par une famille haute en couleur. Les acteurs Greg Kinnear, Steve Carell, Toni Collette, Paul Dano et Alan Arkin font partie de la distribution. Filmé pendant un mois en Arizona avec un budget de 8 millions de dollars, la comédie est un succès critique et public et rapporte plus de 100 millions de dollars au box-office.
Film indépendant, il est présenté au festival de Sundance en 2006. Ses droits de distribution obtenus par Fox Searchlight Pictures constituent l'une des meilleures acquisitions de l'histoire du festival. Le film est nommé à quatre Oscars du cinéma, dont celui du meilleur film et en remporte deux : meilleur scénario original et meilleur acteur dans un second rôle pour Alan Arkin. Il a également remporté le César du meilleur film étranger et le grand prix du festival de Deauville, ainsi que de nombreuses autres distinctions.

## Synopsis
Albuquerque, Nouveau-Mexique. Coach de motivation et conférencier, Richard Hoover espère bâtir une carrière dans cette voie. Sa femme, Sheryl, mère surmenée de deux enfants, va à l'hôpital chercher son frère, Frank, universitaire homosexuel et spécialiste de Marcel Proust qui a essayé de se suicider à la suite d'une rupture, et le persuade de s'installer temporairement chez eux. Dwayne, le fils de Sheryl, issu d'un précédent mariage, également amateur de Nietzsche, fait vœu de silence depuis neuf mois afin de réaliser son rêve d'entrer à l'United States Air Force Academy pour devenir pilote d'essai et ne communique qu'avec un bloc-notes. Le père de Richard, Edwin, vétéran de la Seconde Guerre mondiale qui est un personnage grossier, vit avec la famille depuis qu'il a été expulsé de sa maison de retraite pour usage et vente d'héroïne. Il est également très proche de sa petite-fille, Olive, sept ans, enfant issu du mariage de Richard et Sheryl.
Olive est très excitée en apprenant qu'elle s'est qualifiée à « Little Miss Sunshine », un des plus prestigieux concours de beauté pour enfants qui se déroulera dans deux jours à Redondo Beach, en Californie. Cependant, le budget des Hoover est très serré et en raison de problèmes d'ordre logistique, toute la famille doit être présente durant ce voyage. Malgré les réticences de Richard, Frank et Dwayne, ils s'unissent tous pour soutenir la petite dernière et se lancent dans un voyage de 800 miles (soit 1 287 km) à bord d'un vieux Volkswagen Combi.
Au cours du voyage, Richard apprend que son livre ne sera pas publié. Les Hoover passent une nuit dans un hôtel autoroutier et, le lendemain matin, Olive prévient ses parents qu'Edwin est mort dans son sommeil. Afin de ne pas rater le concours, la famille décide de voler le cadavre à l'hôpital et de le cacher dans le coffre du Combi. 
Lors de la dernière ligne droite vers Redondo Beach, Dwayne découvre fortuitement qu'il est daltonien, ce qui ruine tous ses espoirs de devenir pilote. Il a une crise, obligeant Richard à arrêter le van, et il sort de son silence. Il exprime sa colère et son dédain envers sa famille et refuse de continuer le trajet, mais est calmé par Olive, qui le console. Le jeune homme revient auprès de ses proches, en s'excusant pour ses propos. Après une course contre la montre effrénée, ils arrivent au concours avec un peu de retard. La directrice refuse de prendre Olive, mais l'employé assigné à la saisie des inscriptions accepte après une supplication de Richard pour la laisser concourir. Ce dernier appellera une entreprise de pompes funèbres pour rapatrier le corps de son père à Albuquerque.
Au moment où la fillette se prépare, les adultes et Dwayne découvrent terrifiés la réalité de ce milieu et pensent qu'Olive va être humiliée en public. Cependant, Olive choisit de commencer son numéro de danse, avec le titre Super Freak de Rick James, en fond sonore, sur une chorégraphie sexy et incongrue enseignée par Edwin, qui fut son coach. Tandis que beaucoup de parents quittent la salle choqués, les organisateurs de Little Miss Sunshine, furieux, veulent la contraindre à quitter la scène et demandent aux parents de la reprendre. Au lieu de cela, Richard, après avoir empêché l'animateur du concours de toucher sa fille, puis Frank, Dwayne et Sheryl rejoignent Olive sur scène et exécutent un morceau de danse.
Les membres de la famille, unis et soudés malgré les tensions du départ, se retrouvent dans le bureau de la sécurité où un policier leur apprend que l'organisatrice du concours ne porte pas plainte et qu'ils sont donc libres de quitter les lieux, toutefois il leur est interdit d'inscrire Olive à un nouveau concours de beauté dans l'État de Californie. Richard confie à sa fille que son grand-père aurait été fier d'elle. Les membres de la famille, heureux, repartent à Albuquerque à bord du Combi délabré,.

## Fiche technique
Sauf indication contraire, les informations mentionnées dans cette section peuvent être confirmées par les bases de données cinématographiques IMDb et Allociné,  présentes dans la section « Liens externes ».
- Titre original et français : Little Miss Sunshine
- Réalisation : Jonathan Dayton et Valerie Faris
- Scénario : Michael Arndt
- Musique : Mychael Danna et DeVotchKa
- Direction artistique : Alan E. Muraoka
- Décors : Kalina Ivanov
- Costumes : Nancy Steiner
- Photographie : Tim Suhrstedt (en)
- Son : Rick Ash, Andrew DeCristofaro, Bill Henderson, Stephen P. Robinson, Terry Rodman
- Montage : Pamela Martin
- Production : Albert Berger, David T. Friendly, Peter Saraf, Marc Turtletaub et Ron Yerxa
  - Production déléguée : Michael Beugg et Jeb Brody
  - Production associée : Bart Lipton
- Sociétés de production : Bona Fide Productions, Deep River Productions, Major Studio Partners et Third Gear Productions, en association avec Big Beach Films, présenté par Fox Searchlight Pictures
- Sociétés de distribution : Fox Searchlight Pictures (États-Unis) ; Twentieth Century Fox France (France) ; Twentieth Century Fox (Belgique)[3] ; Fox-Warner (Suisse romande)
- Budget : 8 millions USD[4],[5]
- Pays de production :  États-Unis
- Langue originale : anglais
- Format : couleur — 35 mm — 2,35:1 (Panavision) — son DTS/ SDDS / Dolby Digital
- Genre : comédie dramatique, road movie
- Durée : 101 minutes
- Dates de sortie[6] :
  - États-Unis : 20 janvier 2006 (Festival du film de Sundance 2006) ; 2 juillet 2006 (Festival du film de Los Angeles) ; 26 juillet 2006 (sortie limitée) ; 18 août 2006 (sortie nationale)
  - Québec : 11 août 2006[7]
  - France : 4 septembre 2006 (Festival du cinéma américain de Deauville) ; 6 septembre 2006 (sortie nationale)[1]
  - Suisse romande : 6 septembre 2006[8]
  - Belgique : 29 novembre 2006[9]
- Classification[10] :
  - États-Unis : les enfants de moins de 17 ans doivent être accompagnés d'un adulte (R – Restricted)[N 1]
  - France : tous publics[11]
  - Belgique : tous publics (Alle Leeftijden)[9]
  - Suisse romande : interdit aux moins de 10 ans[12]
  - Québec : tous publics - déconseillé aux jeunes enfants (G - General Rating)[7]

## Distribution
Note : le film a eu deux doublages différents : la version française d'origine, utilisée pour le cinéma et pour le DVD en 2006, et un redoublage.
- Greg Kinnear (VF 2006 et redoublage : Bruno Choël[13]) : Richard Hoover
- Toni Collette (VF 2006 : Brigitte Berges[13],[14] / redoublage : Sandrine Cohen[14])  : Sheryl Hoover
- Steve Carell (VF 2006 : Pierre Laurent[13] / redoublage : Maurice Decoster[14])  : Frank Ginsberg
- Paul Dano (VF 2006 : Stanislas Forlani[13] / redoublage : ?) : Dwayne
- Abigail Breslin (VF 2006 : Charlotte Cumer[13] / redoublage : Florine Orphelin) : Olive Hoover
- Alan Arkin (VF 2006 : Jean Lescot[13] / redoublage : Christian Pélissier) : Edwin Hoover, le grand-père
- Bryan Cranston (VF 2006 : Patrick Borg[13] / redoublage : ?) : Stan Grossman
- Dean Norris (VF 2006 : Thierry Murzeau[13] / redoublage : Roger Lumont) : l'officier McCleary
- Wallace Langham : Kirby
- Beth Grant (VF 2006 : Monique Thierry[13] / redoublage : ?) : Nancy Jenkins, directrice du concours Little Miss Sunshine
- Mary Lynn Rajskub : Pam, l'assistante du concours Little Miss Sunshine
- Matt Winston (en) (VF 2006 : Éric Legrand[13],[14] / redoublage : ?) : l'animateur du concours Little Miss Sunshine
- Justin Shilton (VF 2006 : Mathias Kozlowski[13] / redoublage : idem) : Josh
- Jill Talley : Cindy
- Gordon Thomson (en) : Larry Sugarman
- Paula Newsome (VF 2006 : Maïk Darah[13] / redoublage : ?) : Linda, l'assistante sociale de la morgue
- Julio Oscar Mechoso : le garagiste
- Lauren Shiohama : Miss California
- Alexandria Alaman, Alissa Anderegg, Brittany Baird, Cambria Baird, Brenae Bandy, Kristen Holaas, Maliah Hudson, Destry Jacobs, Lindsey Jordan, Shane Murphy, Annabelle Roberts, Sydni Stevenson-Love, Nicole Stoehr et Lauren Yee : les candidates du concours Little Miss Sunshine

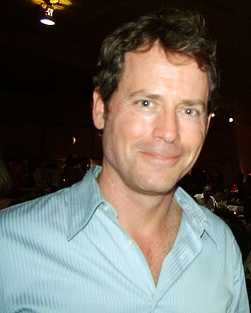
Greg Kinnear
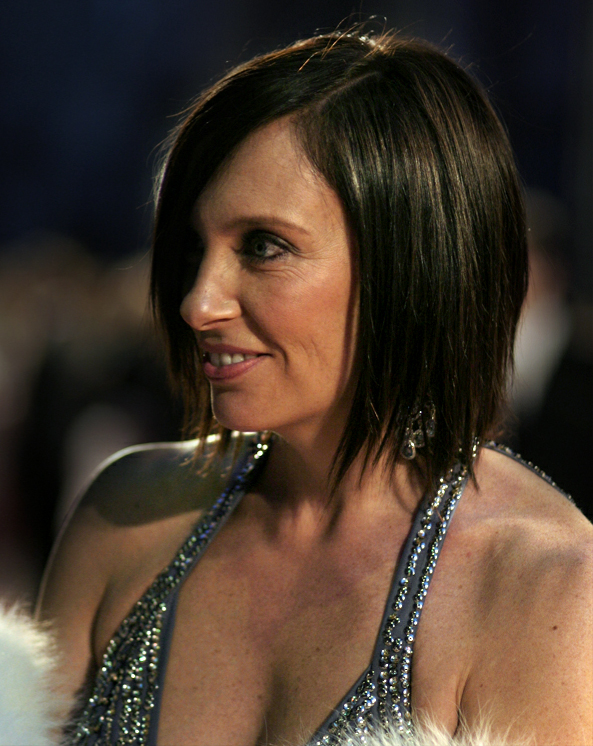
Toni Collette
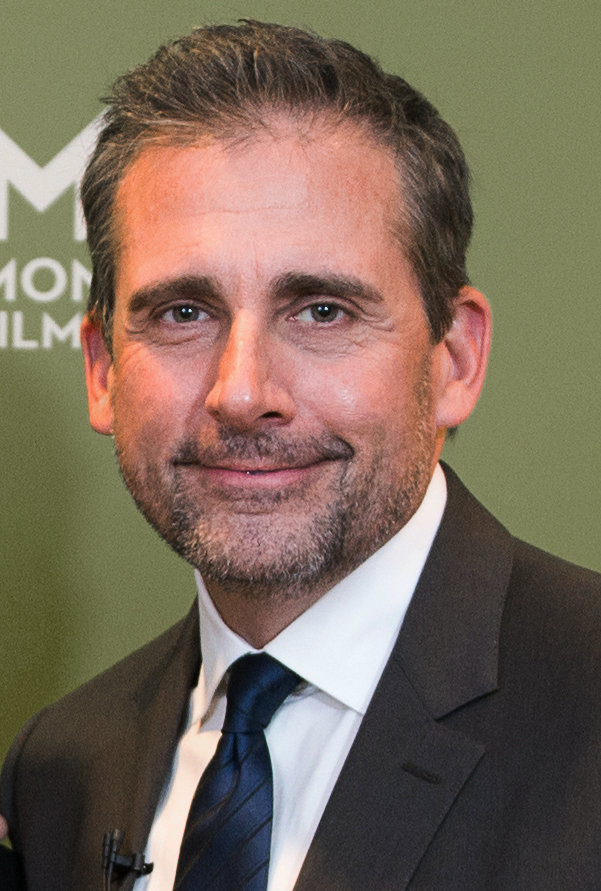
Steve Carell
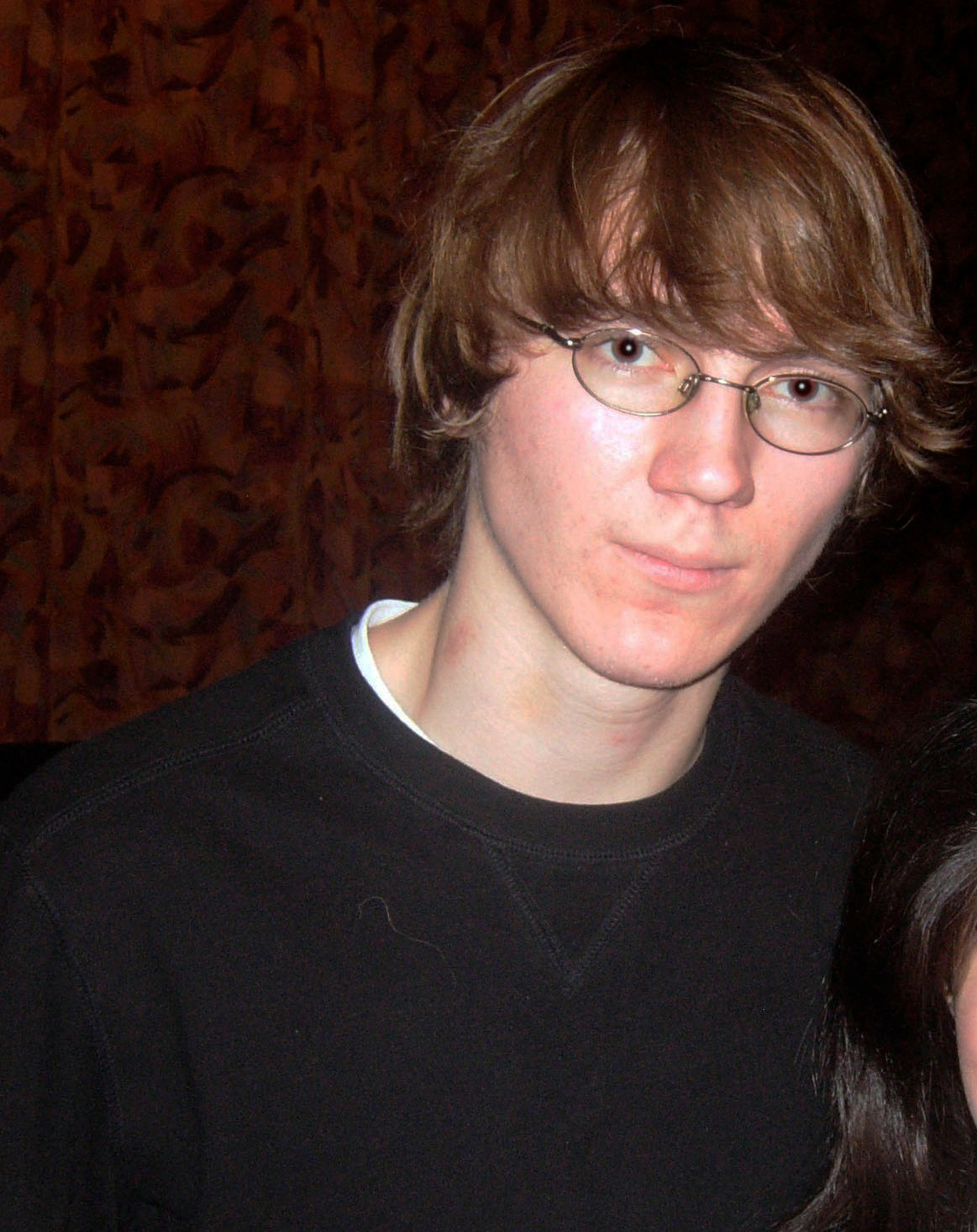
Paul Dano
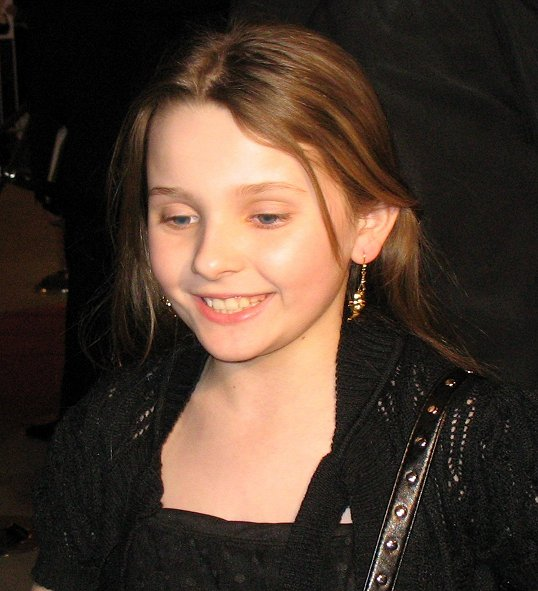
Abigail Breslin
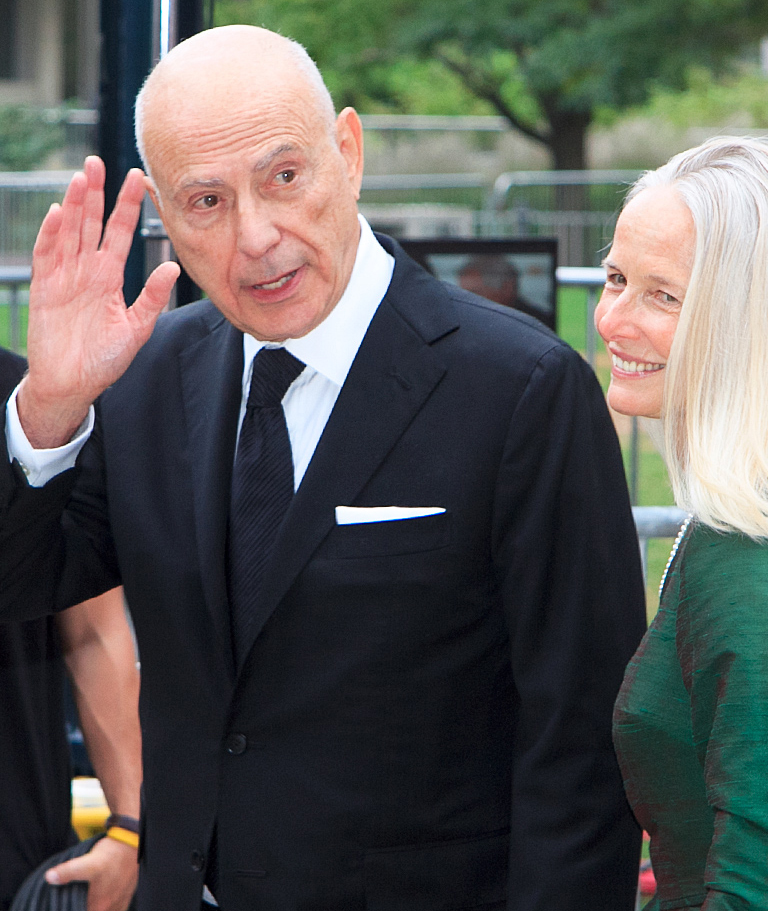
Alan Arkin

## Personnages
- Olive Hoover (Abigail Breslin) : Fillette de 7 ans, elle aspire à concourir à Little Miss Sunshine, concours de beauté. Après la disqualification d'une candidate, elle se retrouve candidate du concours.
- Richard Hoover (Greg Kinnear) : Le père d'Olive. Richard est un coach de motivation peu populaire essayant de vendre sa technique pour être un gagnant.
- Sheryl Hoover (Toni Collette) : La mère d'Olive. Cette dernière est déjà mère d'un fils, Dwayne, âgé de 15 ans et né d'une précédente union[N 2]. Elle s'est remariée avec Richard, avec lequel elle a eu Olive.
- Frank Ginsberg (Steve Carell) : L'oncle d'Olive et de Dwayne. Frère de Sheryl. Professeur d'université spécialiste de Marcel Proust, Frank vient d'être viré de son emploi, doit vivre dans un motel. Il est homosexuel et vient d'être plaqué par son petit ami, le quittant pour un autre homme, lui aussi spécialiste de Proust, qui vient d'obtenir la bourse que Frank convoitait. Après une tentative de suicide, il va être contraint à s'installer chez sa sœur. Frank se considère comme le premier spécialiste de l'auteur français.
- Dwayne (Paul Dano). Le demi-frère d'Olive. Fils de Sheryl, issu d'un précédent mariage, et beau-fils de Richard, il est admirateur de Nietzsche, lisant Ainsi parlait Zarathoustra. Dwayne a fait vœu de silence depuis neuf mois afin d'entrer à l'Air Force Academy et ne communique qu’avec son bloc-notes.
- Edwin Hoover (Alan Arkin) : Le grand-père d'Olive. Viré de l'établissement où il vivait car il consommait de l'héroïne, il habite avec son fils Richard et sa famille. Toujours toxicomane, il consomme dans la salle de bains. Il entraîne sa petite-fille Olive, qu'il adore, pour le concours de Little Miss Sunshine. Adepte du franc-parler, il raffole de porno.

## Production

### Développement
Le film a mis cinq ans avant de voir vraiment le jour, à cause d'un problème financier.

### Attribution des rôles
Greg Kinnear fut le premier choix pour interpréter le rôle de Richard Hoover, car selon le producteur Peter Saraf, l'acteur « est le seul capable de rendre vraisemblables les personnages les plus improbables » et que « du coup il était parfait pour le rôle de Richard ». Le comédien est happé par le scénario : 

« Je pense que tous ceux qui ont participé à ce film ont aimé le scénario. Cette famille a l'air de partir pour un voyage anodin, et l'on découvre tout à coup une dynamique familiale compliquée qui va profondément changer leur vie. C'est un film à la fois noir et drôle, mais aussi enlevé et optimiste. Les péripéties sont assez inattendues, mais c'est ce qui fait leur charme. »

— Greg Kinnear, interprète de Richard Hoover.
Thomas Haden Church fut pressenti pour le même rôle mais le refusa.
Pour incarner Sheryl, le choix s'est portée sur l'actrice australienne Toni Collette, connue grâce aux films Muriel et Sixième Sens.
Bill Murray et Robin Williams furent pressentis pour incarner Frank, avant que le rôle ne soit confié à Steve Carell. Bien qu'au moment de la sortie du film, il fût devenu une des stars comiques les plus en vue d'Hollywood grâce à The Office et 40 ans, toujours puceau, il était quasiment inconnu au moment du casting (il avait participé à Bruce tout-puissant au cinéma et fait partie du casting du Daily Show). De plus, il a enchaîné ce tournage après la fin du tournage de 40 ans, toujours puceau.
Dean Norris, qui joue l'officier de police en patrouille et Bryan Cranston, qui incarne Stan Grossman, jouent ensemble dans la série Breaking Bad, alors que dans le film, incarnant des rôles secondaires, ils n'ont aucune scène commune.
Bien qu'ils incarnent mère et fils à l'écran, Toni Collette et Paul Dano n'ont que douze ans d'écart.
La production a veillé à ce qu'Abigail Breslin écoute bien la musique avec ses écouteurs lors de la scène où le personnage d'Alan Arkin parle avec grossièreté.

### Tournage
Little Miss Sunshine fut tourné en Arizona et en Californie du 6 juin 2005 au 18 juillet 2005.

### Musique
La majeure partie de la bande originale a été écrite par le groupe Devotchka. Deux chansons sont écrites par Sufjan Stevens, issues de ses albums Illinois et The Avalanche. Lors de la danse d'Olive au concours, la chanson qu'elle fait jouer est Super Freak de Rick James.

## Accueil

### Sortie
Little Miss Sunshine fut présenté à de nombreux festivals de cinéma, dont celui du Festival de Sundance, le 20 janvier 2006, suivi d'une première au festival du film de Los Angeles le 2 juillet 2006. Le film fut également présenté au festival de Locarno le 12 août 2006 et au festival de Deauville le 4 septembre 2006.
Les droits de distribution du film ont par ailleurs été achetés par Fox Searchlight lors du festival de Sundance pour une somme de 10 millions de dollars, ce qui en fait l'un des plus gros achats dans l'histoire du festival.
Le film est sorti aux États-Unis le 26 juillet 2006, et sa première projection en Europe a eu lieu le 12 août 2006 au festival international du film de Locarno.

### Accueil critique
Le film a reçu un excellent accueil du public et de la critique, comme en témoignent les diverses récompenses cinématographiques qu'il a obtenues, dont des prix aux festivals de Sundance, au Festival du Film Américain de Deauville ainsi qu'un César du meilleur film étranger en 2007. Il a également reçu l'Oscar 2006 du meilleur scénario original et l'Oscar du meilleur second rôle masculin a été attribué à Alan Arkin pour le personnage du grand-père.
Le film a reçu des critiques positives par presque tous les commentateurs :
- Sur le site agrégateur américain Rotten Tomatoes, Little Miss Sunshine bénéficie d'un taux d'approbation de 91 % de critiques positives basé sur 217 critiques collectées (198 critiques positives et 19 négatives). Le consensus critique du site Web se lit comme suit : « Little Miss Sunshine réussit grâce à un casting solide qui comprend Greg Kinnear, Steve Carell, Toni Collette, Alan Arkin et Abigail Breslin, ainsi qu'un scénario délicieusement drôle. »[22].

- Sur le site Metacritic, qui utilise un système de notation normalisé, le film a obtenu une note favorable de 80⁄100, basé sur 36 commentaires collectés[23].

### Box-office
| Pays ou région | Box-office        | Date d'arrêt du box-office | Nombre de semaines |
| -------------- | ----------------- | -------------------------- | ------------------ |
| Mondial        | 100 523 181 USD   | 15 mars 2009               | ?                  |
| États-Unis     | 59 891 098 USD    | 29 mars 2007               | 35                 |
| France         | 1 128 976 entrées | 20 juin 2007               | 42                 |

Sorti aux États-Unis de façon limitée en salles (seules sept salles de cinéma distribuent le film du 26 juillet au 3 août, avant une augmentation de combinaison de salles, de 58 à 153 maximum), Little Miss Sunshine se classe 36e dès sa sortie avec 128,014 $, puis 20e dès sa première semaine d'exploitation avec 738,182 $. Faisant doucement sa carrière, il réussit à monter à la 17e la semaine suivante à la 12e avec 7 081 214 $. Distribué sur tout le territoire américain (avec une combinaison maximale de 1 602 salles), le film obtient un meilleur score se classant septième dès le 18 août 2006 pour une semaine avec des recettes de 15 523 994 $, dépassant ainsi le budget de 8 millions. Le film obtient sa meilleure place au box-office américain (la 3e) dès sa 5e semaine d'exploitation avec 26 107 975 $. Finalement, Little Miss Sunshine a récolté 59 891 098 dollars de recettes aux États-Unis.
En France, sorti dans une combinaison maximale de 106 salles, le film se classe cinquième dès sa première semaine d'exploitation avec 101 183 entrées,. Il maintient sa place, enregistrant 225 368 entrées, avant de redescendre d'une place avec 332 216 entrées. Bien que chutant de place en place au box-office,, le film réussit à atteindre les 500 000 entrées, ce qui est rare pour un film indépendant,puis la barre des 700 000 entrées au bout de la septième semaine d'exploitation.
Dès sa dixième semaine d'exploitation, Little Miss Sunshine continue sur la lignée du succès en passant les 800 000 entrées.
Après avoir quitté le top 20 des meilleurs entrées, il remonte à la 13e place à la 20e semaine avec 1 014 060 entrées pour finir sa carrière avec succès à 1 128 976 entrées après 42 semaines d'exploitation en salles.
Monde
Little Miss Sunshine a engrangé 100 millions de dollars de recettes au box-office mondial, ce qui est un record pour un film indépendant à l'époque, avant que Juno, autre film du cinéma indépendant américain produit par Fox Searchlight, n'atteigne les 231 millions de dollars de recettes mondiales, pour un budget de 6,5 millions de dollars.

## Distinctions

### Récompenses

#### 2006
- Festival du cinéma américain de Deauville : Grand prix
- Festival international du film de Saint-Sébastien : Prix du public
- American Film Institute Awards : top 10 des meilleurs films de l'année

#### 2007
- BAFTA Awards :
  - British Academy Film Award du meilleur acteur dans un second rôle pour Alan Arkin
  - British Academy Film Award du meilleur scénario original pour Michael Arndt
- César : meilleur film étranger pour Jonathan Dayton et Valerie Faris
- Independent Spirit Awards :
  - Independent Spirit Award du meilleur film pour Marc Turtletaub, David T. Friendly, Peter Saraf, Albert Berger et Ron Yerxa
  - Independent Spirit Award de la meilleure réalisation pour Jonathan Dayton et Valerie Faris
  - Independent Spirit Award du meilleur premier scénario pour Michael Arndt
  - Independent Spirit Award du meilleur acteur dans un second rôle pour Alan Arkin
- Oscars :
  - Oscar du meilleur acteur dans un second rôle pour Alan Arkin
  - Oscar du meilleur scénario original pour Michael Arndt
- Producers Guild of America Awards : meilleur film pour Marc Turtletaub, David T. Friendly, Peter Saraf, Albert Berger et Ron Yerxa
- Screen Actors Guild Awards : Screen Actors Guild Award de la meilleure distribution pour Alan Arkin, Abigail Breslin, Steve Carell, Toni Collette, Paul Dano et Greg Kinnear
- Young Artist Awards : meilleure actrice pour Abigail Breslin

### Nominations

#### 2006
- Festival du film de Hollywood : film de l'année (soumis au vote des internautes) pour Jonathan Dayton et Valerie Faris
- Festival du film de Los Angeles
- Festival international du film de Locarno
- Festival international du film d'Helsinki
- Festival Film by the Sea
- Festival international du film de Varsovie
- Festival international du film de Morelia
- Festival international du film de Tokyo
- Festival international du film de Morelia
- Golden Horse Film Festival and Awards
- Festival international du film de Jakarta
- Festival international du film de Belgrade

#### 2007
- 7e Art dans le 7e : meilleur film
- American Film Institute Awards : les 10 films de l'année
- BAFTA Awards :
  - Meilleur film pour Albert Berger, David T. Friendly et Ron Yerxa
  - Meilleur réalisateur (David Lean Award for Direction) pour Jonathan Dayton et Valerie Faris
  - Meilleure actrice dans un second rôle pour Abigail Breslin
  - Meilleure actrice dans un second rôle pour Toni Collette
- Directors Guild of America Awards : meilleure réalisation pour un film pour Jonathan Dayton et Valerie Faris
- Independent Spirit Awards :
  - Meilleur réalisateur pour Valerie Faris
  - Meilleur acteur dans un second rôle pour Paul Dano
- Golden Globes :
  - Meilleur film musical ou de comédie
  - Meilleure actrice dans un film musical ou une comédie pour Toni Collette
- MTV Movie & TV Awards :
  - Meilleur film pour Jonathan Dayton et Valerie Faris
  - Meilleure révélation pour Abigail Breslin
- NRJ Ciné Awards : meilleur film « qui fait rire »
- Oscars :
  - Meilleur film pour David T. Friendly, Peter Saraf et Marc Turtletaub
  - Meilleure actrice dans un second rôle pour Abigail Breslin[N 3]
- Screen Actors Guild Awards :
  - Meilleur acteur dans un second rôle pour Alan Arkin
  - Meilleure actrice dans un second rôle pour Abigail Breslin
- Writers Guild of America Awards : meilleur scénario original pour un film pour Michael Arndt

#### 2009
- Festival de Cinéma en Plein Air de la Villette : meilleur film

#### 2011
- Films sous les étoiles : meilleur film pour Jonathan Dayton

#### 2012
- Festival du 35 mm : meilleur film pour Jonathan Dayton et Valerie Faris

### Autres
- Inscription sur la liste des dix meilleurs films du National Board of Review de l'année 2006.

## Exploitation

### Éditions en vidéo
En France, le film Little Miss Sunshine est sorti en DVD le 21 mars 2007 chez 20th Century Fox. Dans les bonus y figurent entre autres quatre fins différentes. Par la suite, le film est sorti en Blu-ray le 11 février 2009, ressorti en DVD le 1er mars 2010, ressorti en Blu-ray le 16 février 2011, puis en VOD le 1er août 2014.

### Adaptation à la télévision
La bonne réputation du film lui a permis, lors de sa première diffusion en clair en première partie de soirée (sur France 2, le 31 août 2010), de réunir 4,3 millions de spectateurs et une 2e place des meilleures audiences,,.
À noter que Little Miss Sunshine a été doublé à deux reprises : le premier doublage fut essentiellement utilisé pour la version cinéma et le DVD (réalisé par Dubbing Brothers), le second doublage (réalisé par Synchro France) est essentiellement utilisé pour les diffusions à la télévision.

## Autour du film
Même si elle n'est pas évoquée une seule fois de tout le film, Little Miss Sunshine est un hommage indirect à la célèbre JonBenét Ramsey, dont le titre du film était le surnom de son vivant,,.